# یواس‌اس هاوستانیک (۱۸۶۱)
یواس‌اس هاوستانیک (۱۸۶۱) (به انگلیسی: USS Housatonic (1861)) یک زیردریایی بود که طول آن ۲۰۵ فوت (۶۲ متر) بود. این زیردریایی در سال ۱۸۶۱ ساخته شد.